# Heinrich Steinbeck
Heinrich Steinbeck (* 2. Mai 1884 in Gödestorf; † 20. Juli 1967 in St. Gallen mit letztem Wohnsitz in Arbon, Kanton Thurgau, Schweiz) war ein deutscher Komponist und Dirigent. In Anerkennung seiner Arbeit ernannte ihn die Stadt Arbon zu ihrem Ehrenbürger. Ein Gedenkstein am Adolph Saurer-Quai erinnert seit dem 2. Mai 1984 an Heinrich Steinbeck.

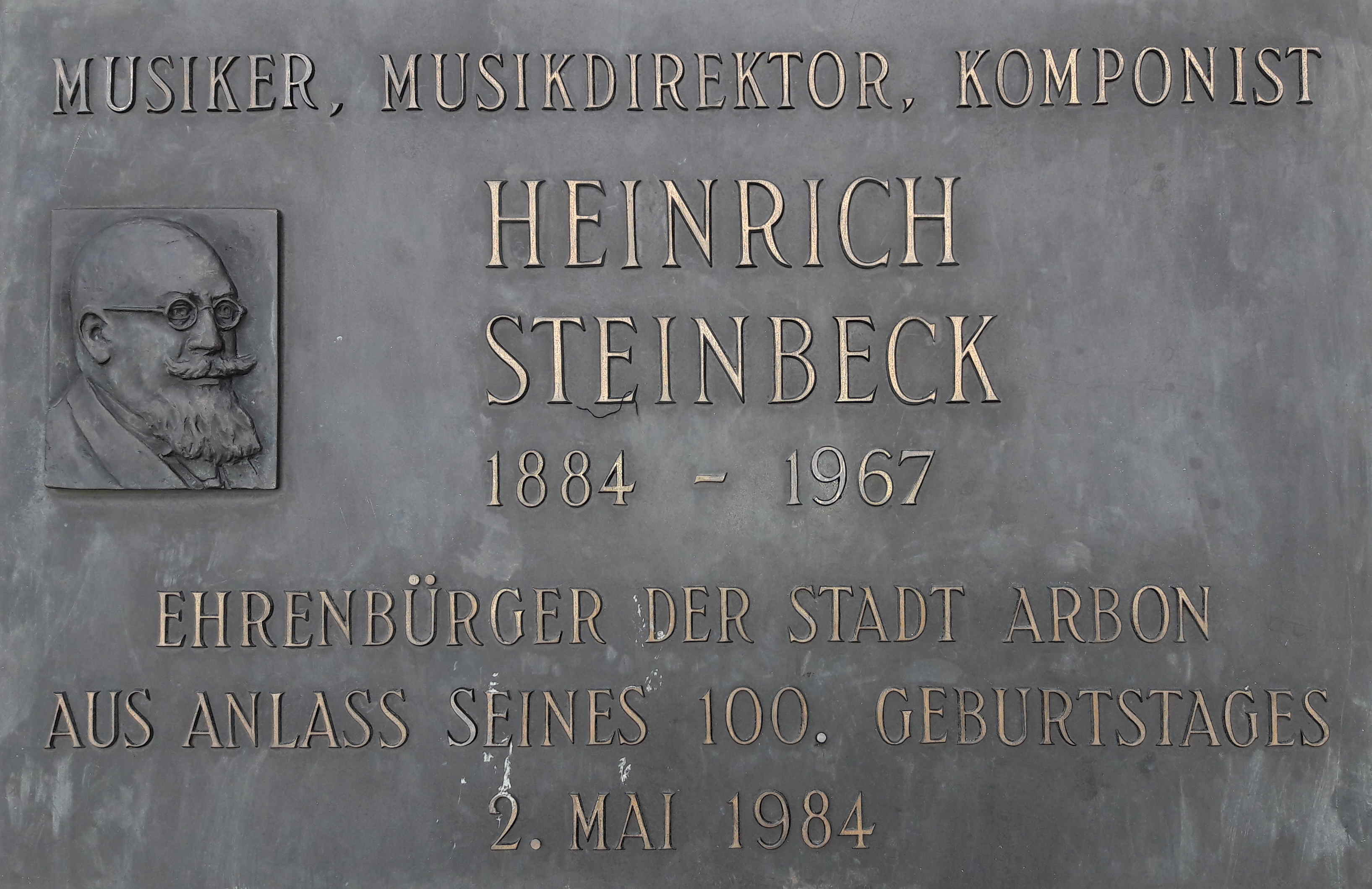
Gedenktafel am Adolph Saurer-Quai in Arbon zum 100. Geburtstag von Heinrich Steinbeck

## Leben
Heinrich Steinbecks Vater war in Gödestorf Schulmeister. Mit sieben Jahren erhielt Heinrich den ersten Unterricht in Klavier und Geige. Als Elfjähriger erlernte er ein Blasinstrument, und damit fiel eine erste Entscheidung für seine spätere musikalische Laufbahn. Die Bekanntschaft seines Vaters mit einem Militärkapellmeister aus Hannover, der den jungen Steinbeck zu sich nahm und ihm eine gründliche Musikerziehung zuteilwerden liess, war für das weitere Berufsleben entscheidend. Mit 16 Jahren trat er in die «Militärmusikschule Dömitz-Schwerin» ein. Anschließend studierte er am Bayrischen Staatskonservatorium in Würzburg bei Max Meyer-Olbersleben (1850–1927), Karl Kliebert (1849–1907), Simon Breu (1858–1933) und Eugen Gugel (1889–1972), wo er sich als Kapellmeister, Komponist und Pianist ausbilden ließ.
Seine ersten Honorare verdiente er sich als Pianist in Skandinavien (Norwegen, Schweden und Finnland). 1909 wurde er Kapellmeister am Operettentheater in Karlsruhe. Daneben leitete er auch ein bekanntes Blasorchester. 1912 übersiedelte er nach Arbon in der Schweiz und wurde dort aus über 40 Bewerbern zum neuen Leiter der «Stadtmusik Arbon» gewählt. Im Weiteren leitete er den «Orchesterverein Arbon» und den «Arbeitermännerchor Arbon», zeitweilig auch die Musikgesellschaften von Amriswil, Romanshorn, Steinach, Sulgen, Turbenthal und Uttwil. Dirigent der Stadtmusik von Arbon war er während fast eines halben Jahrhunderts.
Er komponierte eine Anzahl von Blasorchesterwerken, die sich über Jahrzehnte im Repertoire der Blasorchester halten. Der von ihm stammende Regimentsgruß ist einer der bekanntesten Militärmärsche in Deutschland, der oft als Gruß der Streitkräfte an einen Staatsgast gespielt wird. Mit seinem Marsch für das schweizerische Infanterieregiment 31 hat er das Thurgauerlied, eine Regionalhymne für den Kanton am Bodensee, in weiten Kreisen bekannt gemacht.

## Blasorchester-Werke
- 1931: Festgruß
- 1954: Isola Bella Ouvertüre, opus 70
- 1956: Frühling im Herzen Ouvertüre, opus 73
- Albumblatt
- Am Seealpsee Serenade, opus 39
- Aus der Biedermeierzeit Menuett, opus 23
- Der Dorfkönig opus 34
- Der Wanderer im Gebirge Ouvertüre, opus 36
- Die Felsenquelle Ouvertüre, opus 41
- Die Sonneninsel Ouvertüre, opus 72
- Edelweiß und Alpenrose, opus 28
- Fackeltanz (Tscherkessenzug), opus 33
- Frei wie der Adler Marsch, opus 61
- Frühling am Bodensee Walzer, opus 30
- Grüße vom Säntis Konzertpolka, opus 76, für 2 Trompeten und Blasorchester
- Dem Land Tirol Marsch
- Herbstmorgen Fantasiestück im Balladenton
- In alter Frische Marsch, opus 21
- Junges Blut Marsch
- Kornblumen opus 25
- Regimentsgruß Marsch
- Salve Bernina Ouvertüre, opus 80
- Sonntag im Alpstein opus 32
- Volksfest im Süden Ballett-Szene
- Zingaresca Rhapsodie, opus 53
- 131er-Marsch
- Infanterie Regiment 31 Thurgauermarsch